# 하시즈메 유키
하시즈메 유키(일본어: 橋爪 勇樹, 1990년 8월 10일 ~ )는 일본의 축구 선수이다.

## 구단 경력
그는 2013년부터 2020년까지 J리그의 방포레 고후에서 활동하였다.